# Maheshkhali
Maheshkhali è un sottodistretto (upazila) del Bangladesh situato nel distretto di Cox's Bazar, divisione di Chittagong. Si estende su una superficie di 362,18 km² e conta una popolazione di 219.520 abitanti (dato censimento 1991).